# Hôtel de ville de La Ferté-sous-Jouarre
L'hôtel de ville de La Ferté-sous-Jouarre est le bâtiment qui abrite la mairie de La Ferté-sous-Jouarre, en Seine-et-Marne, France.

## Description
L'hôtel de ville s'élève dans la centre de La Ferté-sous-Jouarre, sur la place du même nom. Il s'agit d'un bâtiment à deux étages à la façade monumentale, où un perron dessert un avant-corps qui s'ouvre sur un porche à trois arcades. Le premier étage comporte trois fenêtres à meneaux, le deuxième trois lucarnes ; celle du centre, plus grande que les deux autres, est surmontée des armes de la ville. La toiture, en ardoises et à forte pente, est surmontée d'un clocheton abritant une horloge et coiffé d'une flèche.

## Historique
La municipalité de La Ferté-sous-Jouarre organise un concours en 1881 pour reconstruire la mairie de la commune. Le projet lauréat est celui de l'architecte parisien Paul Héneux (également architecte de l'hôtel de ville des Lilas) : il s'inspire de l'architecture des XVe et XVIe siècles (dont l'hôtel de ville de Compiègne) et comporte de nombreuses références historicistes fréquentes dans les hôtels de ville édifiés au début de la IIIe République ; le décor intérieur est d'inspiration néogothique, également en vogue à cette époque.
Le nouvel édifice est érigé à la place de l'ancien bâtiment entre 1881 et 1885. La Ferté-sous-Jouarre est alors un important centre d'exportation de pierre meulière et l'hôtel de ville reflète cette richesse : l'architecture et le décor intérieur sont particulièrement soignés. Les peintures murales de la salle des mariages sont réalisées par Pierre-Paul-Léon Glaize, plusieurs statues par Maximilien Louis Bourgeois, les mosaïques par la maison Facchina, les céramiques par la maison Loebnitz.
L'édifice est inscrit le 21 novembre 2021 au label « Patrimoine d'intérêt régional ».